# إيموجن كوبر
إيموجن كوبر (بالإنجليزية: Imogen Cooper)‏ هي عازفة بيانو بريطانية، ولدت في 28 أغسطس 1949 في لندن الكبرى في المملكة المتحدة.

## وصلات خارجية
- إيموجن كوبر على موقع IMDb (الإنجليزية)
- إيموجن كوبر على موقع ميوزك برينز (الإنجليزية)
- إيموجن كوبر على موقع أول ميوزيك (الإنجليزية)
- إيموجن كوبر على موقع ديسكوغز (الإنجليزية)
- إيموجن كوبر على موقع قاعدة بيانات الفيلم (الإنجليزية)